# Hu die dao

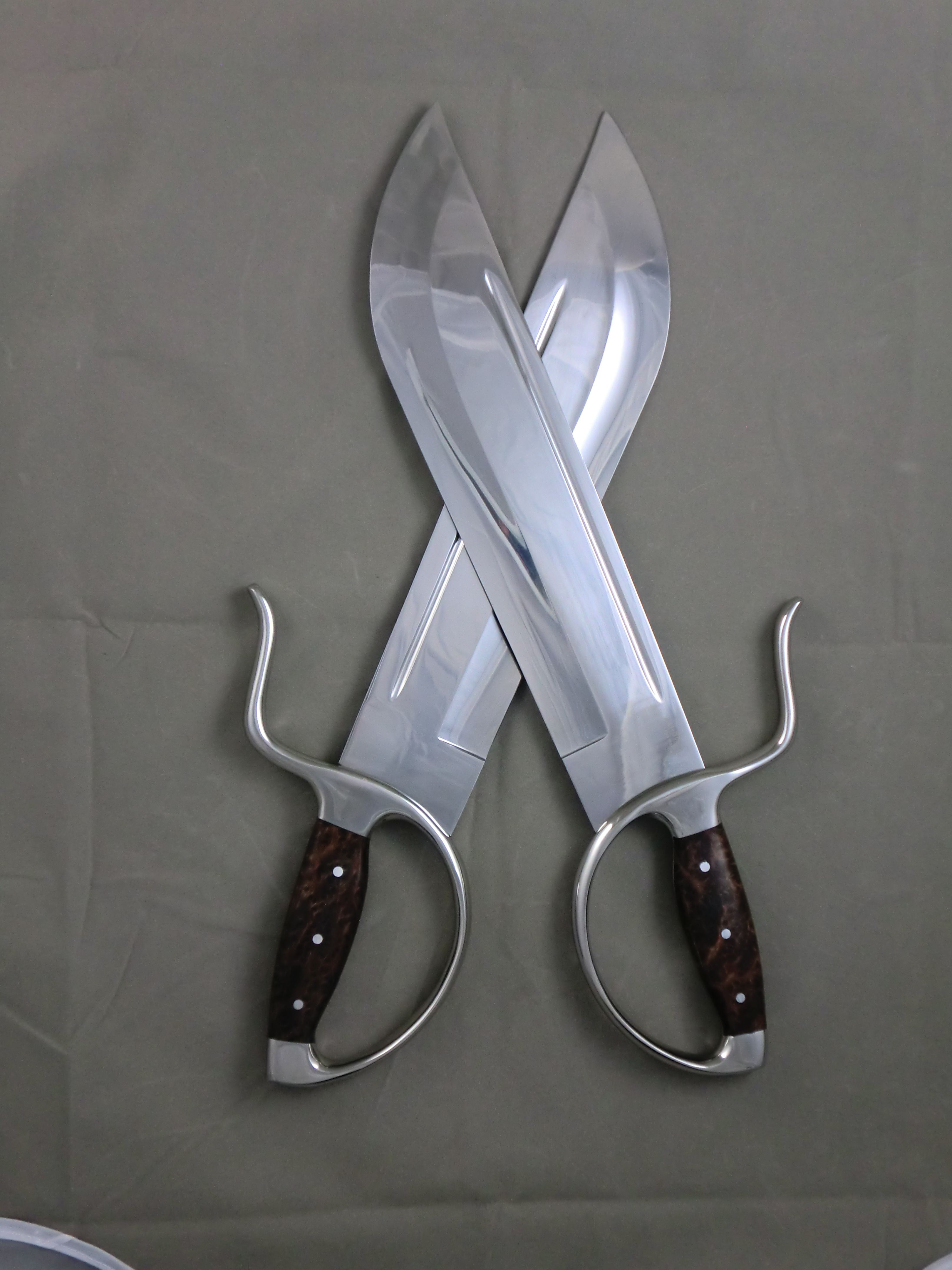
Współczesna odmiana Hu die dao używanych w stylu Wing Chun

Hu die dao (chiń. upr. 蝴蝶双刀; chiń. trad. 蝴蝶雙刀; pinyin húdié shuāng dāo dosł. podwójna szabla/nóż motylkowy) – rodzaj chińskiej broni białej przeznaczonej do starć na krótkim dystansie. W zależności od rodzaju przybierającej formę krótkiej szabli, tasaka lub noża/sztyletu. Określenie motylkowy broń ta zawdzięcza kształtowi głowni w niektórych przypadkach przypominającej skrzydła motyla. Hu die dao zazwyczaj wytwarzane są w kompletach dwóch egzemplarzy.
W Wing Chun jest bronią, którą traktuje się jako przedłużenie ramion (forma ośmiu tnących dróg noży motylkowych). W Wing Chun używa się w walce jednocześnie dwóch egzemplarzy tej broni, znanych w tym stylu bardziej pod nazwą bart cham dao.
Inny typ broni o podobnej nazwie to nóż motylkowy (balisong).